# パン・オ・レザン
パン・オ・レザン（フランス語: pain aux raisins）は、フランスで主に朝食で食べられる渦巻き状のペイストリー。エスカルゴ（フランス語: escargot）とも呼ばれる。名前はそれぞれフランス語で「レーズンパン」、「カタツムリ」を意味する。ヴィエノワズリーの一種である。
フランスでは、クロワッサンやパン・オ・ショコラの派生形として、レーズンを加えた発酵バター生地をらせん状にしてクレーム・パティシエールで固めたものが一般的である。しかし、北ヨーロッパや北アメリカの多くの地域では、ペイストリーではなく、甘いパン生地やブリオッシュ生地で作られるのが一般的である。コンチネンタル・ブレックファストの一部として朝食に食べられることが多い。